# Gilles Durant de la Bergerie
 (novembre 2010).
Si vous disposez d'ouvrages ou d'articles de référence ou si vous connaissez des sites web de qualité traitant du thème abordé ici, merci de compléter l'article en donnant les références utiles à sa vérifiabilité et en les liant à la section « Notes et références ».
Gilles Durant, sieur de la Bergerie (1554- mort en 1614 ou 1615), né à Clermont-Ferrand en Auvergne, est un avocat au parlement de Paris connu comme un des auteurs de la Satire Ménippée.

## Biographie
Il naît à Clermont en 1550, est élève de Cujas et devient avocat au Parlement de Paris. Il meurt à Paris en 1615.

## Œuvres
Outre sa participation à la Satire Ménippée, on lui doit aussi d’autres poésies, ainsi que des imitations des Psaumes de David, odes, chansons, sonnets...
- Imitation du latin de Jean Bonnefons, avec autres gayetés amoureuses de l'invention de l'auteur. Paris : Abel L'Angelier, 1588 (rééd. Tours : Claude de Montroeil et Jean Richer, 1593 ; Paris : Antoine du Brueil, 1610 ; Paris : Isidore Lisieux, 1878)
- J. Bonefonii patris, Arverni, Opera omnia, tam latino quam gallico idiomate ab Aegidio Durant donata edit. nova  (1725)

## Postérité
Une de ses poésies (Ma belle si ton âme...) est interprétée en 1938 par Yvonne Printemps dans le film Adrienne Lecouvreur. Jennifer Lanne la réinterprète dans un disque paru en 2003 (Airs de cour).